# كشافة أروبا
كشافة أروبا لها تاريخ مشترك مع جزر الأنتيل الهولندية الأخرى حتى الانفصال السياسي للجزيرة من هولندا. كشافة أروبا هي عضو مشارك في الإقليم الكشفي في الأمريكيتين التابع للمنظمة العالمية للحركة الكشفية.
تتكون كشافة أروبا من 13 مجموعة، مقسمة إلى 3 مناطق. هناك مجموعة كشافة واحدة للأشخاص الذين يعانون القيود النفسية والجسدية.
كشافة أروبا تشارك في العديد من المخيمات في منطقة البحر الكاريبي، وتسافر في كثير من الأحيان عن طريق القوارب إلى المخيم في الجزر القريبة مع كشافة الدول المجاورة.
في يوم 27 فبراير عام 2016، أقرت اللجنة الكشفية الكشفية العالمية أروبا باسم المنظمة الكشفية الوطنية من أروبا وأضفى عليه مع عضوية المنظمة الكشفية العالمية الكاملة مع شهادة العضوية. التصويت سيعرض على المنظمة في المؤتمر الكشفي العالمي 41، والذي سيكون في باكو في أذربيجان في عام 2017.

## روابط خارجية
- كشافة أروبا